# Gyrohypsoma
Gyrohypsoma là một chi bướm đêm thuộc họ Noctuidae.